# Callopistria equatorialis
Callopistria equatorialis là một loài bướm đêm trong họ Noctuidae.